# William P. Pollock

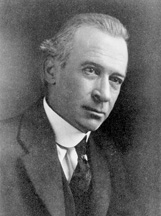
William P. Pollock

William Pegues Pollock (* 9. Dezember 1870 bei Cheraw, South Carolina; † 2. Juni 1922 in Cheraw) war ein US-amerikanischer Politiker, der den Bundesstaat South Carolina im US-Senat vertrat.
William Pollock erhielt seine Ausbildung zunächst auf öffentlichen und privaten Schulen, ehe er die University of South Carolina in Columbia besuchte und dort 1891 seinen Abschluss an der juristischen Fakultät machte. Danach arbeitete er als Sekretär eines Kongressausschusses in Washington, D.C., bis er 1893 in die Anwaltskammer aufgenommen wurde und in seinem Heimatort Cheraw zu praktizieren begann. Überdies betätigte er sich als Landwirt.
Sein erstes politisches Mandat hatte er zwischen 1894 und 1898 als Abgeordneter im Repräsentantenhaus von South Carolina inne; in den Jahren 1902, 1904 und 1906 wurde er jeweils erneut in diese Parlamentskammer gewählt. Bei der Präsidentschaftswahl 1900 gehörte er für die Demokraten dem Electoral College an, das jedoch nicht den in South Carolina siegreichen William Jennings Bryan, sondern erneut den republikanischen Amtsinhaber William McKinley zum US-Präsidenten wählte.
1910 bewarb sich Pollock vergeblich um die Wahl ins US-Repräsentantenhaus. Erfolgreich war er dafür bei der Kandidatur für den US-Senat am 5. November 1918, als er die Wahl zum Nachfolger des verstorbenen Benjamin Tillman gewann. Er nahm sein Mandat ab dem folgenden Tag wahr und verblieb bis zum 3. März 1919 im Kongress. Während dieser Zeit war er Vorsitzender des Bankenausschusses (Committee on National Banks). Nach seinem Abschied aus dem Senat arbeitete er wieder als Jurist in Cheraw.